# Claudio Corioni
Claudio Corioni (Chiari, 26 december 1982) is een Italiaans voormalig wielrenner. Hij werd in 2005 prof bij Fassa Bortolo, maar die ploeg hield aan het einde van dat jaar op met bestaan. Voor seizoen 2006 vond hij onderdak bij Lampre-Fondital. Corioni heeft zich vooral bekwaamd in het voorbereiden van sprints van zijn ploeggenoten.

## Belangrijkste overwinningen
2003
Milaan-Busseto
2004
Giro del Belvedere
Trofeo Città di Brescia Memorial Rino Fiori
2005
2e etappe Catalaanse Week
2011
2e etappe Internationale Wielerweek

## Resultaten in voornaamste wedstrijden
| Jaar | Ronde van Italië | Ronde van Frankrijk | Ronde van Spanje |
| ---- | ---------------- | ------------------- | ---------------- |
| 2005 |                  | opgave              |                  |
| 2006 |                  |                     | 106e             |
| 2007 |                  | 126e                | 118e             |
| 2008 |                  |                     | 97e              |
| 2011 | 149e             |                     |                  |

| Jaar | Milaan-San Remo | Gent-Wevelgem | Ronde van Vlaanderen |
| ---- | --------------- | ------------- | -------------------- |
| 2005 |                 |               |                      |
| 2006 |                 | 109e          |                      |
| 2007 | 62e             |               | 93e                  |
| 2008 | 154e            |               |                      |
| 2011 |                 |               |                      |